# オーストラリア 31-0 アメリカ領サモア
オーストラリア 31-0 アメリカ領サモアでは、2002 FIFAワールドカップ・オセアニア予選においてオーストラリア代表がアメリカ領サモア代表を31-0で破った試合について記す。

## 概要
2001年4月11日、オーストラリアのニューサウスウェールズ州・コフスハーバーにあるBCUインターナショナルスタジアムにて、2002 FIFAワールドカップ・オセアニア予選のオーストラリア代表とアメリカ領サモア代表の試合が行われた。
この試合でオーストラリア代表は国際サッカー連盟（FIFA）における国際試合における最大得点差の世界記録となる31-0で勝利した。オーストラリア代表のアーチー・トンプソンが挙げた13得点は1試合における個人の最多得点記録となった(FIFA以外の国際試合では2015年7月7日にバヌアツ代表が46-0でミクロネシア連邦代表を破った試合が2022年現在、国際試合の最大得点差の記録である。)。それに加えて、この試合でダヴィド・ズドリリッチが挙げた8得点も第一次世界大戦以降の国際試合における史上2番目の記録であった。
この試合結果は予選の形式についての議論を呼び起こし、オーストラリア代表監督やトンプソンは不均衡な試合を避けるために予備予選を導入すべきだという考えを述べ、FIFAのスポークスマンもこれに同意し、2006 FIFAワールドカップ・オセアニア予選における予備予選の導入につながった。

## 背景
1982 FIFAワールドカップ・予選まではアジア地区とオセアニア地区を合併させた予選形式であったが、1986 FIFAワールドカップ・予選からはオセアニア地区単独での予選に切り替わった。2002 FIFAワールドカップ・オセアニア予選には10ヶ国が参加し、5ヶ国ずつ2グループに分かれてオーストラリアとニュージーランドでの集中開催方式による総当たり戦が行われた。それぞれのグループの首位がファイナルラウンドに進出し、ホーム&アウェーの試合結果によってオセアニア地区予選の勝者が決定した。地区予選の勝者は2002 FIFAワールドカップ・南米予選で5位になった国と本選出場プレーオフを行い、その勝者が2002 FIFAワールドカップの本大会出場権を得た。
グループ1にはオーストラリア代表・アメリカ領サモア代表・フィジー代表・トンガ代表・サモア代表が組み込まれ、2001年4月にオーストラリア・ニューサウスウェールズ州・コフスハーバーで集中的に試合が行われた。
OFCネイションズカップで優勝経験があるのはオーストラリア代表とニュージーランド代表の2ヶ国だけであり、FIFAワールドカップ本大会に出場した経験があるのもやはりこの2ヶ国だけであったため、この2ヶ国はオセアニアにおいて卓越した実力を持つ国だと広く認識されていた。その一方でアメリカ領サモア代表は世界最弱国のひとつであり、1998年にFIFAに加盟して以来すべての試合に敗戦していた。対戦を前にして、オーストラリア代表のFIFAランキングは75位、アメリカ領サモア代表のFIFAランキングは最下位の203位であった。
この試合の2日前にオーストラリア代表はトンガ代表を22-0で下し、それまでの世界記録である「20点差」（AFCアジアカップ2000の予選で、クウェート代表がブータン代表を20-0で破った）を更新していた。その一方で、アメリカ領サモア代表はフィジー代表に0-13で、サモア代表に0-8で敗れていた。

## 試合経過

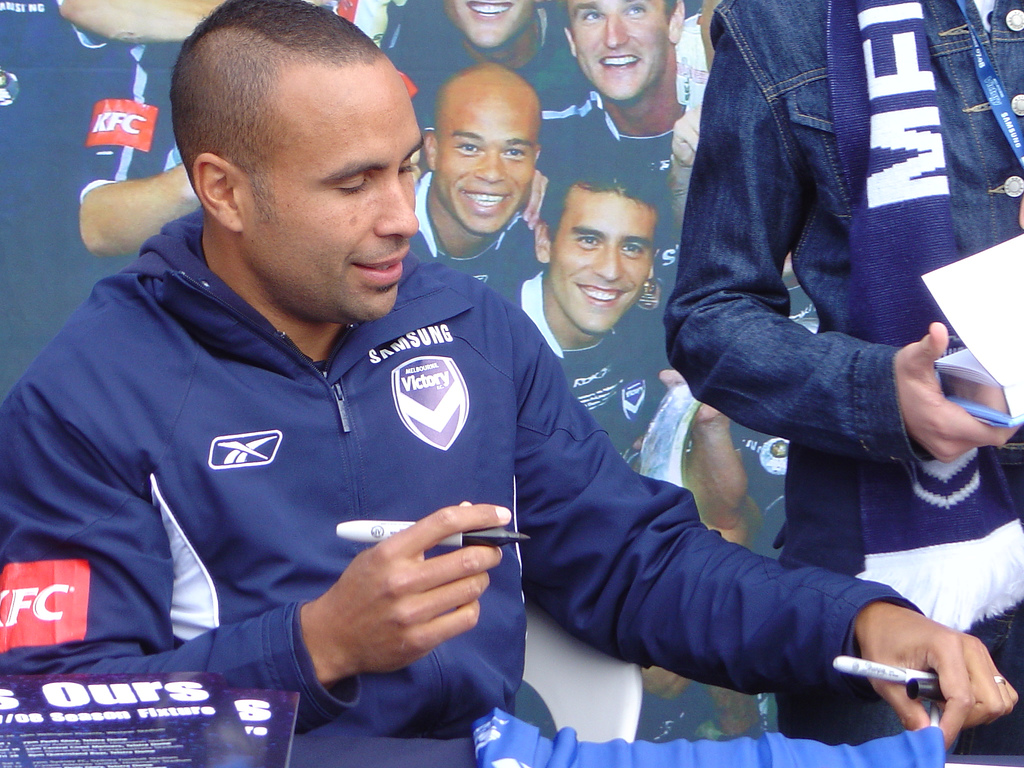
13得点を挙げたトンプソン
（オーストラリア）

オーストラリア代表はレギュラー選手を休ませるか招集外にし、完全に控え選手からメンバーを組んで臨んだため、トンガ代表戦でコンビを組んだフォワードのジョン・アロイージとダミアン・モリは先発メンバーから外れた。アメリカ領サモア代表はパスポートの問題を抱えており、20人の招集選手のうち出場できたのはGKニッキー・サラプだけであり、高校の試験と重なっていたため、U-20代表の選手たちを追加招集することもできなかった。そのために、15歳の選手3人も含めてユース年代の選手を呼び寄せなければならず、一時凌ぎの若手選手たちで急遽構成されたチームの平均年齢は18歳であった。
アメリカ領サモア代表は試合開始から10分間を無失点で切り抜けたが、MFコン・ブツィアニスにコーナーキックから先制点を許した。12分にFWアーチー・トンプソンが最初のゴールを挙げ、最前線でコンビを組むFWダヴィド・ズドリリッチがその1分後に最初のゴールを挙げた。17分と19分にはDFトニー・ポポヴィッチが2点を加え、オーストラリア代表のリードは6点に広がった。25分にはズドリリッチがハットトリックとなる得点を挙げ、この時点で9-0と大差がついた。その次の7得点のうち6得点はすべてトンプソンが挙げ、オーストラリア代表は16-0で前半を折り返した。トンプソンは前半45分間で8点を挙げており、ズドリリッチが4点で続いていた。
後半最初の得点を挙げたのは前半10分に先制点を挙げたブツィアニスであり、彼は84分にも得点を加えてハットトリックを達成している。トンプソンは後半に5得点を加えて計13得点、ズドリリッチは後半に4得点を加えて計8得点を挙げた。それに続くのが3得点のブツィアニスであり、ポポヴィッチ、MFアウレリオ・ヴィドマー、MFサイモン・コロシモがそれぞれ2得点、途中出場のDFファウスト・デ・アミーシスが1得点を挙げている。86分の時点で29-0の大差がついていたが、アメリカ領サモア代表は反撃する意欲を見せ、Pati Feagiaiがチームとして試合唯一のシュートを放ったが、GKマイケル・ペトコヴィッチにセーブされている。この大量得点には主催も混乱し、試合終了後のスコアボードには32-0と誤った得点が表示され、トンプソンの得点が14点と誤表記された。マッチコミッショナーが得点を数え直した結果、試合結果は31-0に訂正され、トンプソンの得点が13点に変更された。審判とマッチコミッショナーが作成する公式レポートを受けて試合後にFIFAが公表した公式結果においても、試合結果は31-0でありトンプソンの得点数は13点であることがはっきりしている。

## 試合の詳細
| 2001年4月11日 19:00 UTC+10 |

| オーストラリア | 31 – 0 | アメリカ領サモア |
| ブツィアニス 10分, 50分, 84分 · トンプソン 12分, 23分, 27分, 29分 · 32分, 37分, 42分, 45分 · 56分, 60分, 65分, 85分 · 88分 · ズドリリッチ 13分, 21分, 25分, 33分 · 58分, 66分, 78分, 89分 · A・ヴィドマー 14分, 80分 · ポポヴィッチ 17分, 19分 · コロシモ 51分, 81分 · デ・アミーシス 55分 |        |                  |

| BCUインターナショナルスタジアム · （ ニューサウスウェールズ州, コフスハーバー） · 観客数: 3,000 · 主審: Ronan Leaustic（タヒチ） |

| オーストラリア       |    |                              |  |      |
|                      |    |                              |  |      |
| GK                   | 1  | マイケル・ペトコヴィッチ     |  |      |
| DF                   | 2  | ケヴィン・マスカット         |  |      |
| DF                   | 3  | クレイグ・ムーア             |  |      |
| DF                   | 4  | トニー・ポポヴィッチ         |  | 45分 |
| DF                   | 5  | トニー・ヴィドマー           |  | 45分 |
| MF                   | 7  | アウレリオ・ヴィドマー       |  |      |
| FW                   | 11 | ダヴィド・ズドリリッチ       |  |      |
| MF                   | 12 | スティーヴ・ホルヴァート     |  |      |
| MF                   | 13 | コン・ブツィアニス           |  |      |
| MF                   | 14 | サイモン・コロシモ           |  |      |
| FW                   | 20 | アーチー・トンプソン         |  |      |
| 控え                 |    |                              |  |      |
| DF                   | 6  | ハイデン・フォックス         |  |      |
| MF                   | 8  | スコット・チッパーフィールド |  |      |
| FW                   | 9  | ジョン・アロイージ           |  |      |
| MF                   | 10 | スティーヴ・コリカ           |  |      |
| DF                   | 15 | ファウスト・デ・アミーシス   |  | 45分 |
| MF                   | 16 | リンジー・ウィルソン         |  |      |
| DF                   | 17 | スコット・ミラー             |  | 45分 |
| GK                   | 18 | クリント・ボルトン           |  |      |
| FW                   | 19 | ダミアン・モリ               |  |      |
| 監督                 |    |                              |  |      |
| フランク・ファリーナ |    |                              |  |      |

| アメリカ領サモア |    |                  |  |      |
|                  |    |                  |  |      |
| GK               | 1  | ニッキー・サラプ |  |      |
|                  | 4  | Lisi Leututu     |  | 50分 |
|                  | 5  | Soe Falimaua     |  |      |
|                  | 7  | Lavalu Fatu      |  |      |
|                  | 8  | Sulifou Faaloua  |  |      |
|                  | 9  | Travis Sinapati  |  |      |
|                  | 13 | Sam Mulipola     |  |      |
|                  | 15 | Pati Feagiai     |  |      |
|                  | 16 | Ben Falaniko     |  | 84分 |
|                  | 18 | Tiaoali Savea    |  |      |
|                  | 20 | Young Im Min     |  |      |
| 控え             |    |                  |  |      |
|                  | 11 | Marshall Silao   |  |      |
|                  | 14 | Soga Maina       |  |      |
|                  | 17 | Darrell Ioane    |  | 84分 |
|                  | 19 | Richard Mariko   |  | 50分 |
| 監督             |    |                  |  |      |
| Tunoa Lui        |    |                  |  |      |

## 記録
この試合によりオーストラリア代表は2日前の同予選で更新していた、対トンガ代表の22-0という記録を破り、31-0というサッカーの国際試合における最大得点差記録を更新した。この2試合より前の世界記録は、AFCアジアカップ2000 (予選)においてクウェート代表がブータン代表を20-0で破った試合であった。オーストラリア代表はFIFAワールドカップ予選における最大得点差記録も更新した。これより前の記録は、5ヶ月前の2002 FIFAワールドカップ・アジア予選においてイラン代表がグアム代表を19-0で破った試合であった。
代表チームとしての記録だけではなく、個人記録もいくつか更新された。オーストラリア代表のアーチー・トンプソンはサモア戦を前にして代表通算2試合出場1得点の記録を持つだけの選手であったが、サモア戦で13得点を挙げ、国際試合における個人の最多得点記録を更新した。これより前の記録は、1982 FIFAワールドカップアジア・オセアニア予選においてオーストラリア代表のFWゲイリー・コール(Gary Cole)がフィジー代表から挙げた7得点であり 、1998 FIFAワールドカップ・アジア予選でもイラン代表のMFカリム・バゲリがモルディブ代表からG・コール同様に7得点を挙げた。
8得点をあげたダヴィド・ズドリリッチも第一次世界大戦以降の国際試合としては、トンプソンに次ぐ歴代2位の記録を打ち立てた。1908年ロンドンオリンピックでデンマーク代表のソファス・ニールセン(Sophus Nielsen)が、1912年のストックホルムオリンピックでドイツ代表のゴットフリート・フックス(Gottfried Fuchs)がそれぞれ10得点を挙げており、ズドリリッチの8得点はそれらに次ぐものである。ズドリリッチは90年以上もの間破られなかった記録を更新したのである。公に認められたトップリーグの記録としては、1885年のスコティッシュ・カップでアーブロースFC(Arbroath F.C.)のジョン・ペトリーがボン・アコードFC(Bon Accord F.C.)相手に記録した13得点（詳細はアーブロースFC 36-0 ボン・アコードFCを参照。）が世界最多得点と認められており、トンプソンの記録はペトリーの記録に匹敵するものであった。

## 試合後の反応

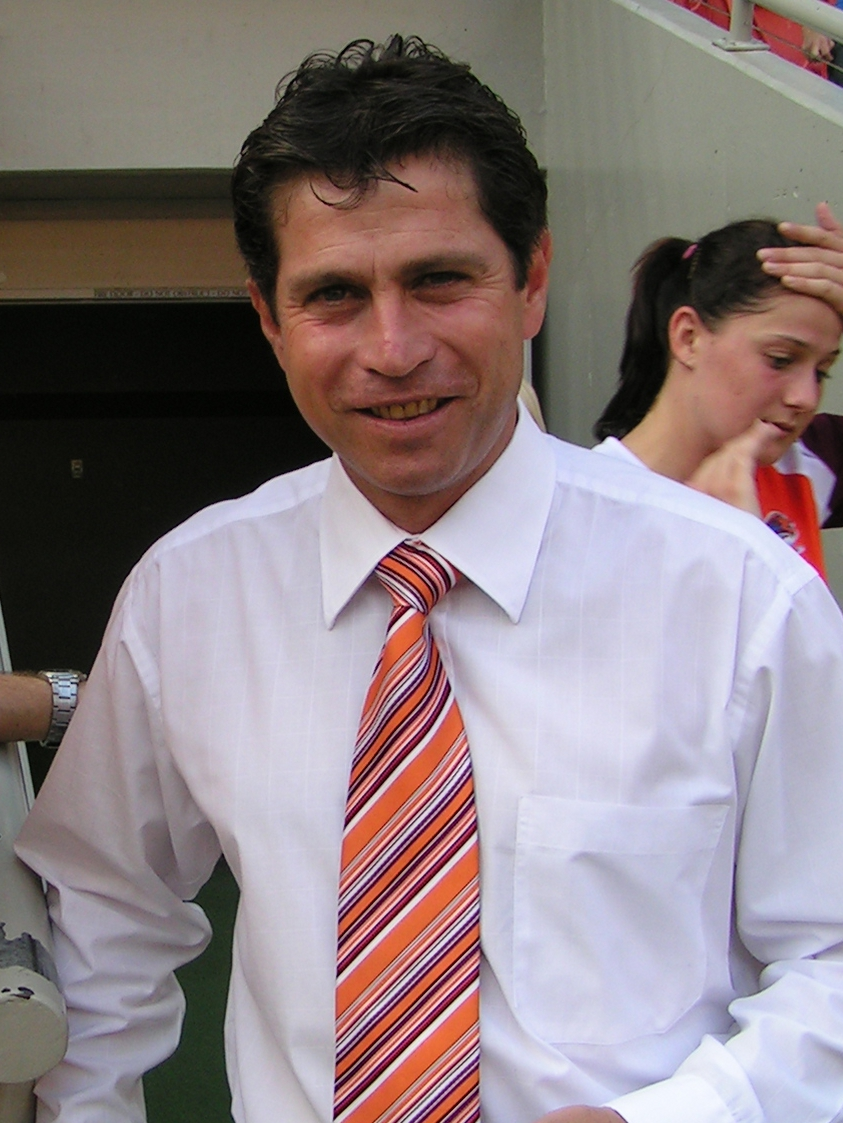
試合後のファリーナ監督（オーストラリア）

オーストラリア代表のフランク・ファリーナ監督は予選の形式を批判し、圧倒的な実力差がある国同士の試合の必要性を疑問視した。13得点を挙げたトンプソンは嬉しさを爆発させたが、それと同時にファリーナ監督の発言に賛同した。FIFAのスポークスマンであるキース・クーパーもふたりの発言に同意し、実力の低い国を集めて予備予選を実施する形式を提案した。しかしオセアニアサッカー連盟のBasil Scarsella会長はファリーナ監督らの発言に反対の立場を取り、オーストラリア代表がブラジル代表やフランス代表などの強国と戦う権利があるように、オセアニアの小国もオーストラリア代表やニュージーランド代表と戦う権利があると主張した。
世界記録を破れるなんて夢のようだよ。そういったものは毎日起こることではないからね。でもあなた方は、僕らが対戦して問題を提起した小国に目を向けないといけない。こういう試合は行うべきではないと思うよ—アーチー・トンプソンの試合後のインタビューでの発言
グループ1では全10試合中4試合で10点以上の大差が付き、2006 FIFAワールドカップ・オセアニア予選において一方的な試合を避けるために予備予選を導入する働きかけの一因となった。オセアニア地区におけるオーストラリア代表・ニュージーランド代表の2強とその他の国との大きな格差は、オーストラリア代表が2005年末をもってオセアニアサッカー連盟を離れ、より競争力の高い試合を見込めるアジアサッカー連盟に転籍する理由のひとつとなった。オーストラリア代表は2010 FIFAワールドカップ・予選においてアジア予選に参加した。
オセアニアサッカー連盟はオーストラリアがアジアサッカー連盟に移籍しても、各国間の実力差が埋まっているとは言い難く（特に弱小国のレベルの低さ）、2015年パシフィックゲームズにおけるサッカー競技では、ミクロネシア連邦がグループリーグ3試合でタヒチに0-30，フィジーに0-38，そして最終試合となったバヌアツに0-46で3試合続けて30点以上の大差を付けられて敗れている。

## その後
グループ1 最終結果
| 国               | 勝点 | 試合数 | 勝 | 引分 | 敗 | 得点 | 失点 | 得失点差 |
| ---------------- | ---- | ------ | -- | ---- | -- | ---- | ---- | -------- |
| オーストラリア   | 12   | 4      | 4  | 0    | 0  | 66   | 0    | 66       |
| フィジー         | 9    | 4      | 3  | 0    | 1  | 27   | 4    | 23       |
| トンガ           | 6    | 4      | 2  | 0    | 2  | 7    | 30   | -23      |
| サモア           | 3    | 4      | 1  | 0    | 3  | 9    | 18   | -9       |
| アメリカ領サモア | 0    | 4      | 0  | 0    | 4  | 0    | 57   | -57      |

アメリカ領サモア代表はトンガ代表に0-5で敗れてオセアニア予選の全日程を終了した。予選4試合を戦って0勝4敗、0得点57失点の得失点差マイナス57でグループ1の最下位であった。オーストラリア代表はその後、フィジー代表に2-0で勝利し、最終戦ではサモア代表に11-0で勝利した。予選4試合を戦って4勝0敗、66得点0失点の得失点差プラス66でグループ1の首位であった。オーストラリア代表はグループ2を首位通過したニュージーランド代表に2試合合計6-1で勝利し、オセアニア地区代表として南米地区5位のウルグアイ代表との本選進出プレーオフに臨んだが、2試合合計1-3で敗れたため本大会出場は果たせなかった。